# Papey
Papey est une île du sud-est de l'Islande. Elle s'étend sur 2 km2 de superficie. Son nom signifie île des papar, c'est-à-dire des moines irlandais.